# Daniel Güiza
Daniel "Dani" González Güiza (sinh ngày 17 tháng 8 năm 1980 ở Jerez de la Frontera, Andalusia) (phát âm /da'njel 'gwiθa/) là một cầu thủ người Tây Ban Nha hiện đang là tiền đạo của câu lạc bộ Cádiz ở giải La Liga.
Guiza đã kết thúc mùa giải 2007-2008 trong màu áo RCD Mallorca với danh hiệu vua phá lưới giải La Liga, và giúp anh có cơ hội thi đấu ở Euro 2008.